# 50-59
De jaren 50-59 (van de christelijke jaartelling) zijn een decennium in de 1e eeuw.

## Belangrijke gebeurtenissen

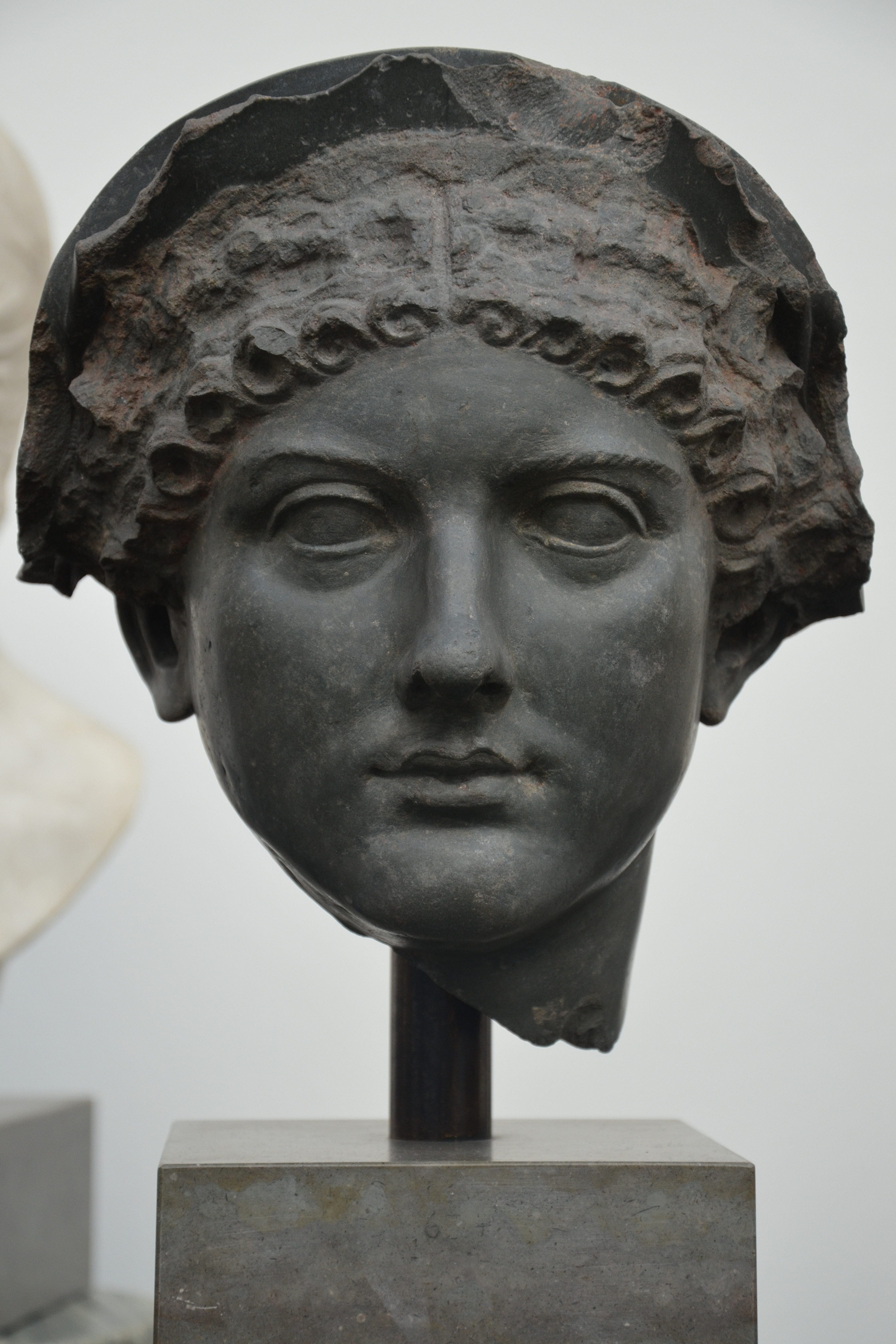
Agrippina

### Romeinse Rijk
- 50: Julia Agrippina minor, laat haar zoon uit een vorig huwelijk, Nero, adopteren door keizer Claudius.
- 51 : Zij stelt Sextus Afranius Burrus aan als prefect van de pretoriaanse garde en haar raadsman. Seneca wordt de opvoeder van haar zoon Nero
- Nero laat de Domus Transitoria (Latijn voor Doorgangshuis), een paleiscomplex, aan het begin van zijn regeringsperiode in Rome bouwen. Het verbindt de keizerlijke paleizen op de Palatijn met de Tuinen van Maecenas en andere keizerlijke bezittingen op de Esquilijn.
- 55 : Britannicus, de zoon van keizer Tiberius wordt vermoord. Agrippina wordt door Nero uit het paleis verjaagd.
- 59 : Nero laat zijn moeder Agrippina vermoorden.

#### Levant
- 52 : Procurator van Judea Ventidius Cumanus wordt uit zijn functie ontheven omdat hij de conflicten in zijn regio niet onder controle krijgt. Hij wordt vervangen door Antonius Felix.
- 53 : Herodes Agrippa II krijgt een deel van het Joodse land, in ruil voor het koninkrijk Chalkis.
- 58 : Hogepriester Ananias ben Nebedeüs laat de apostel Paulus gevangennemen.

Europa
- 50: Colonia Claudia Ara Agrippinensis (Keulen) wordt tot stad verheven.
- In Engeland stichten de Romeinen Isca Dumnoniorum in het zuidwesten en Lindum Colonia in het noordoosten, met daartussen de Fosse Way als verbindende Heerbaan.

### Armenië
- 54 : Bij het horen van de dood van keizer Claudius, zet de Parthische koning Vologases I zijn jongste halfbroer Tiridates op de Armeense troon. Gnaeus Domitius Corbulo wordt naar het oosten gestuurd om te onderhandelen.
- 58 : Na vier jaar uitstel breekt volop de Romeins-Parthische Oorlog (54-64) uit. Corbulo trekt Armenië binnen.

### Azië
- 57: Aan het Chinese hof wordt voor het eerst een gezantschap uit Japan ontvangen.

## Publicaties
- 52: Plinius de Oudere schrijft een boek over zijn oorlogshandelingen in Germania.
- 56: De clementia van Seneca.
- ca. 57: Paulus schrijft de Brief aan de Korinthiërs.

## Belangrijke personen
- Keizer Claudius van Rome tot zijn dood in 54.
- Keizer Nero na het overlijden van Claudius in 54.
- Paulus, christelijk evangelist.

### Geboren
- 51: Titus Flavius Domitianus, later keizer Domitianus van Rome.
- 52: Epictetus, Grieks filosoof.
- 53: Trajanus, toekomstige keizer van Rome.
- ca. 55: Publius Cornelius Tacitus, Romeins historicus.

### Overleden
- 54: Keizer Claudius, waarschijnlijk vermoord door zijn echtgenote Julia Agrippina (de Jongere).
- 54: Silanus, terechtgesteld omdat hij net als Nero ook een betachterkleinzoon van Augustus genoemd kon worden.
- 55: Britannicus, zoon van Claudius (vergiftigd door Nero).
- 59: Agrippina de Jongere (vermoord).

<< · 50 · 51 · 52 · 53 · 54 · 55 · 56 · 57 · 58 · 59 · >>
<< · 1-9 · 10-19 · 20-29 · 30-39 · 40-49 · 50-59 · 60-69 · 70-79 · 80-89 · 90-99 · >>